# NGC 2880
NGC 2880 est une galaxie lenticulaire vue par la tranche et située dans la constellation de la Grande Ourse. NGC 2880 a été découverte par l'astronome germano-britannique William Herschel en 1791.

## Caractéristiques
Sa vitesse par rapport au fond diffus cosmologique est de (1 667 ± 9) km/s, ce qui correspond à une distance de Hubble de 24,6 ± 1,7 Mpc (∼80,2 millions d'al).
À ce jour, huit mesures non basées sur le décalage vers le rouge (redshift) donnent une distance de 21,638 ± 5,621 Mpc (∼70,6 millions d'al), ce qui est à l'intérieur des valeurs de la distance de Hubble. 

## Groupe de NGC 2805
NGC 2880 ainsi que les galaxies NGC 2805, NGC 2814 et NGC 2820 forment le groupe de NGC 2805. De plus, il faut ajouter à ce groupe la galaxie IC 2458, car elle forme une paire de galaxies en interaction gravitationnelle avec la galaxie NGC 2820. IC 2458 est d'ailleurs indiquée comme faisant partie du groupe dans l'article d'A.M. Garcia paru en 1993.